# Lista de metropolitas de Kiev
Esta é uma lista dos hierarcas ortodoxos cujo título contém uma referência à cidade de Kiev.

## História

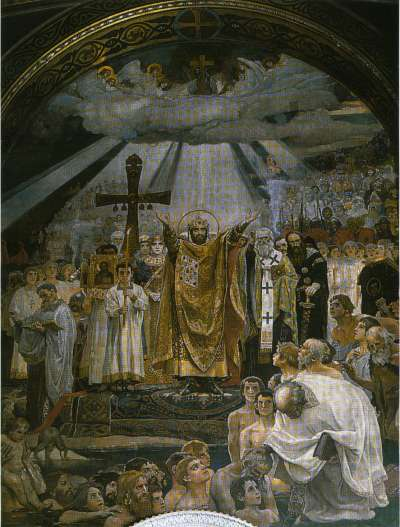
O "Batismo de Kiev" sob o comando de Vladimir, o Grande

### A ortodoxia na Rússia de Kiev
A história da cristandade na Ucrânia está intimamente ligada à história da Igreja Ortodoxa Russa, tradicionalmente começando quando Santo André teria chegado onde hoje é Kiev e profetizado a construção de uma grande cidade cristã, erigido uma cruz onde seria hoje a Igreja de Santo André. A efetiva cristianização da região, no entanto, começaria no século IX, quando o Império Bizantino enviou bispos ao então Grão-Canato de Rus e os santos irmãos Cirilo e Metódio fizeram missões lá. Em 988, o Cristianismo foi oficializado por Vladimir I, grão-duque de Kiev, em evento conhecido como Batismo da Rus.
Com a invasão mongol da Rússia, no século XIII, a sé do metropolita de Kiev foi transferida para Vladimir, e posteriormente para  Moscou, dando origem ao que é conhecido atualmente como o Patriarcado de Moscou. No século XIV, o grão-duque Algirdas da Lituânia tentou o retorno dessa sé para Kiev, que estava sob seu controle. Em 1620, a União de Brest transferiu esta sé para Igreja Católica Romana, gerando a Igreja Greco-Católica Ucraniana, mas a sé ortodoxa seria reinstituída pelo Patriarcado Ecumênico no mesmo ano.
Em 1685, as então seis eparquias em território ucraniano foram transferidas para a jurisdição da Igreja Ortodoxa Russa, com Gideão (Esviatopolco-Chetvertinski) sendo escolhido como metropolita de Kiev, Galícia e Pequena Rússia. Esta sé, no entanto, progressivamente perdeu força, com suas eparquias sendo transferidas para outras jurisdições, culminando na limitação do título do metropolita Arsênio a metropolita de Kiev e Galícia em 1767 por édito de Catarina II da Rússia. Com sua morte três anos depois, a sé foi reduzida a uma simples diocese. A Igreja da Ucrânia se tornou provisoriamente um exarcado em 1921, e, após um duro período de duras perseguições sob a União Soviética, finalmente restaurou sua autonomia em 1990.

### A primeira eparquia russa
O primeiro bispado russo é mencionado pela primeira vez em 891, como o 60ª na lista de distritos eclesiásticos subordinados ao Patriarca de Constantinopla, e 61ª na carta do Imperador Leão VI (r. 886–911). A sé episcopal, subordinada à Constantinopla, existia em Tmutarakan, na Península de Taman, desde o século VIII.
No início do século IX os patriarcas Inácio e Fócio de Constantinopla enviaram bispos para a Rússia, não sabe se para Tmutorokan ou Kiev. Durante o reinado dos príncipes Ascoldo e Dir, o Cristianismo foi bastante difundido em Kiev. Muitos historiadores afirmam que Ascoldo e Dir eram cristãos. As crônicas dizem que naquela época havia uma igreja "Catedral" de Santo Elias e outros. No século IX já existia uma igreja de São Nicolau no túmulo de Ascoldo. E no tratado do príncipe Igor com Constantinopla, os guerreiros russos fazem um juramento: Cristãos - Deus Todo-Poderoso, e não batizados - Perun. A princesa Olga também era cristã e seu neto, Vladimir, o Grande, fez do Cristianismo a religião oficial.
De acordo com alguns historiadores, até 1037 a Igreja de Kiev estava subordinada à Sé de Ocrida, que naquela época era autocéfala, e não ao Patriarcado de Constantinopla, então os primeiros bispos e metropolitas eram búlgaros que pregavam na língua eslava. Uma vez que o metropolita Teopento (1037–1049) imediatamente procedeu a reconsagração da Igreja dos Dízimos, então, provavelmente, por volta de 1037 em Constantinopla, os cristãos que consagraram a Igreja dos Dízimos, em 995, foram considerados hereges. Daquela época em diante, a Igreja russa, durante todo o período pré-mongol foi chefiada quase exclusivamente por gregos que foram fornecidos à Sé de Kiev pelos Patriarcas de Constantinopla. É por isso que até 1037 não há informações sobre os metropolitas de Kiev nas fontes de Constantinopla. Em 1054, após a remoção de Hilarião (1051–1054/55) e a nomeação do metropolita grego Efraim (1054–1065), a Igreja de Kiev finalmente se tornou uma das metrópoles do Patriarcado de Constantinopla.

### A Metrópole da Rússia de Kiev
A Metrópole de Kiev foi estabelecida em 988 (de acordo com Stroev, em 1037) e governada pelo patriarca de Constantinopla até a invasão dos Mongóis da Horda Dourada e a eventual partição de Rússia de Kiev entre o Grão-Ducado da Lituânia, o Reino da Hungria e a Horda de Ouro, com seu vassalo Grão-Ducado de Moscou. No início, levou a uma sucessão de dioceses moscovitas em sua própria metrópole e, embora não tenha sido reconhecida no início, acabou se transformando em Patriarcado. Mais tarde, as dioceses que estavam sob o Grão-Ducado da Lituânia foram reorganizadas dentro da Comunidade Polaco-lituana e como parte do processo de polonização acabou aderindo à União de Brest, entrando em comunhão com o Papa de Roma. A eparquia de Mukačevo, que estava sob o Reino da Hungria, se tornou uma das dioceses ortodoxas mais duradouras no oeste, até que também foi catolicizada pela União de Uzhhorod.

## Bispos na Rússia de Kiev (antes do batismo)
Bispos missionários na Rússia de Kiev, antes do Batismo da Rússia em 988.
- Miguel (c. 864) - Enviado pela Igreja de Constantinopla.[3][9][13][15][16][17][18][19][nt 1][nt 2]
- Aleixo (865–867) - Enviado pela Igreja de Constantinopla.[13]
- Gregório (c. 957) - Enviado pela sé de Preslava (?).[19][20][nt 3]
- Adalberto de Magdeburgo (961–962) - Bispo dos "Ruscius". Enviado da Igreja de Roma.[21][22]

## Metropolitas de Kiev e Toda a Rússia(988–1461)

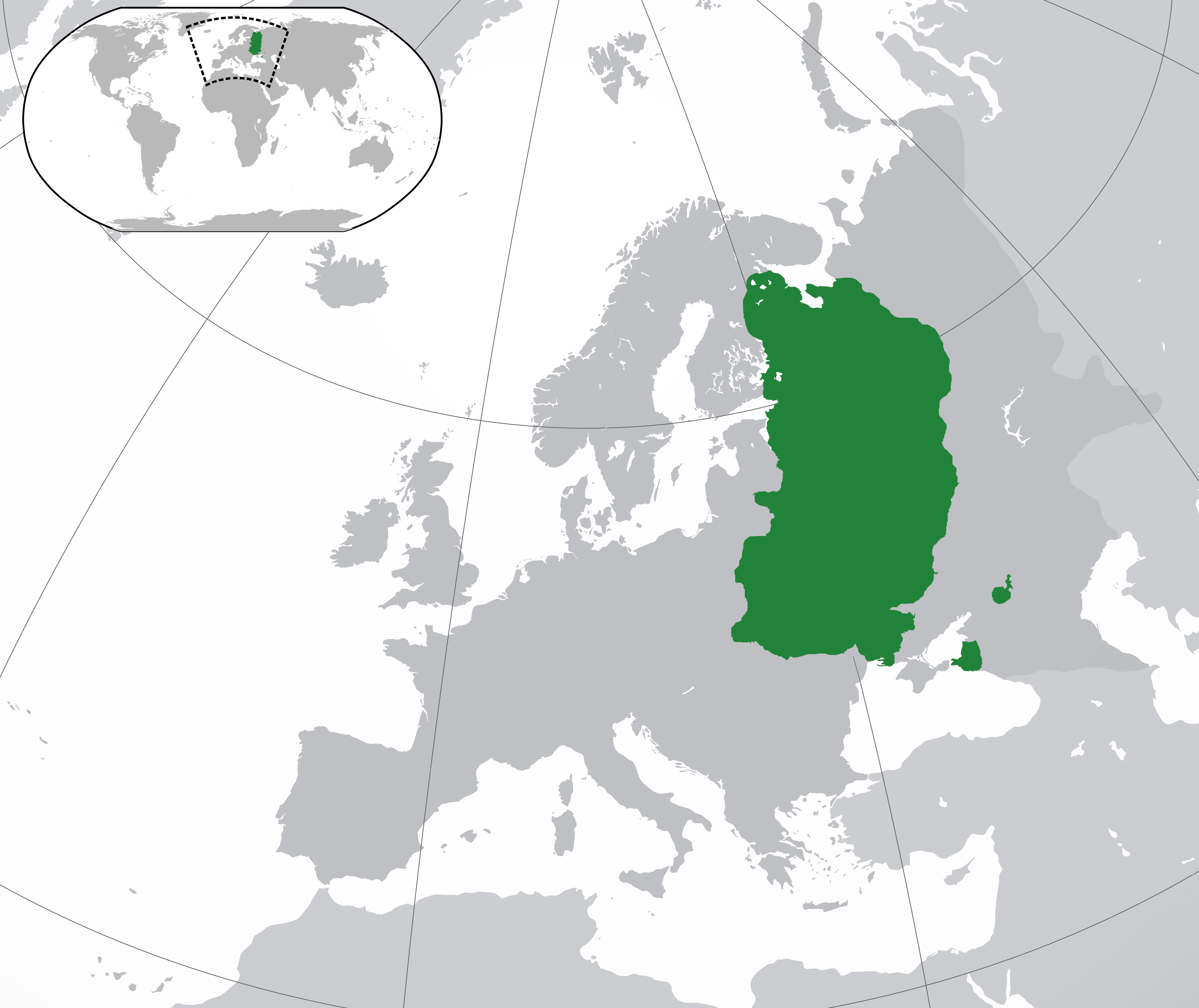
Rússia de Kiev em 1054

Rússia de Kiev em 1237

Os Metropolitas de Kiev e Toda a Rússia eram os primazes da Sé de Kiev da Igreja Ortodoxa de Constantinopla.

### Arcebispos da Rússia
- Miguel (988–991 ou 992) - Provavelmente de origem búlgara ou síria. Primeiro metropolita de Kiev, de acordo  com a tradição.[23][24][25]
- Leôncio ou Leão (992 ou 997-1008) - De origem grega. Segundo metropolita de Kiev, de acordo com a tradição, alguns o consideram como o primeiro. A questão permanece controversa.[25]
- Teofilato (988-1018 ou 991-997) - Arcebispo da Rússia. Provavelmente de origem grega. Primeiro metropolita de Kiev, atestado por fontes.[23][25]
- João I ou Ivan I (1008-1037 ou 1019-1035) - Arcebispo da Rússia. De origem grega, embora haja uma tese sobre sua origem búlgara ou russa.[25][26][27]
- Aleixo (1020-?)

### Metropolitas de Kiev e Toda a Rússia
- Teopento (1035 ou 1037–1049)[9] - De origem grega. Reconsagrou a Igreja dos Dízimos.[28] Primeiro metropolita residente.[8][29]
- Cirilo I (1049–1051) - Não reconhecido pelo patriarca de Constantinopla (?).
- Hilarião (1051–1054 ou 1055) - Primeiro metropolita de Kiev de origem eslava. Não foi nomeado por Constantinopla. Durante seu governo ocorreu o Grande Cisma, porém, o alcance da divisão entre a metrópole de Kiev e a Igreja Católica Romana não é claro.
- Efraim (1054–1065) - Primeiro metropolita após o Grande Cisma.
- Jorge (1065–1076)
- João II (1078–1089)
- João III (1089 ou 1091). Grego.
  - Efraim de Pereaslávia (1089 ou 1091–1097).[8][30] Metropolita titular
- Nicolau (1097–1104)
- Nicéforo I (1104–1121)
- Nicetas (1122–1126)
- Vago - (1126-1130)
- Miguel II (1130–1145)
- Clemente (1147–1154 ou 1155) - Segundo metropolita de Kiev de origem eslava. Não foi nomeado por Constantinopla.
- Constantino I (1155–1158 ou 1159)
- Teodoro (1161–1163)
- João IV (1164–1166)
- Constantino II (1167–1169)
- Miguel III (1171–1174)
- Nicéforo II (1182–1198)
- Mateus (1200 ou 1201–1220)
- Cirilo II (1224–1233)
- José (1236–1240)
- Pedro Aqueroviche (1241–1246) - Metropolita eleito, nunca confirmado pelo patriarca de Constantinopla.
- Cirilo III (1242–1281)
- Nicéforo III (1281–1283)

No século XIV, o imperador bizantino Andrónico II Paleólogo sancionou a criação de duas sés metropolitanas adicionais em Galícia (1303) e Navahrudak (1317).

### Metropolitas de Kiev e Toda a Rússia (Vladimir)
- Máximo (1283–1305) - Metropolita de Kiev e Vladimir. Transferiu a sé metropolitana de Kiev para Vladimir.
- Pedro (1308–1326) - Metropolita de Kiev. O primeiro com residência permanente em Moscou.

### Metropolitas de Kiev e Toda a Rússia (Moscou)
- Pedro (1308–1326) - Metropolita de Kiev. O primeiro com residência permanente em Moscou.
- Vago (1326–1328)
- Teognosto (1328–1353)
- Aleixo (1354–1378)
  - Miguel (Mitiai) (1378–1379) - Lugar-tenente
- Vago (1379–1381)
- Cipriano (1381–1382) - Primeiro mandato
- Pimen (1382–1384)
- Dionísio I (1384–1385)
- Vago (1385–1390)
- Cipriano (1390–1406) - Segundo mandato.
- Vago (1406–1408)
- Fócio (1408–1431)
- Vago (1431–1433)
- Geracimo (1433–1435)
- Isidoro, o Apóstata (1437–1441) - Após a assinatura do Concílio de Florença, Isidoro voltou a Moscou como Cardeal da Rússia, em 1441, e foi preso após ser acusado de apostasia.
- Vago (1441–1448)
- Jonas (1448–1461) - Em 1448 foi instalado como Metropolita de Kiev, pelo Grão-Duque de Moscou, sem a aprovação do patriarca Gregório III de Constantinopla. Durante seu governo a Igreja da Rússia tornou-se autocéfala de fato e título foi alterado para "Moscou e Toda a Rússia".[31] Porém, os ortodoxos nos territórios do Grão-Ducado de Lituânia permaneceram sob a jurisdição da Igreja Ortodoxa de Constantinopla.

### Metropolitas de Kiev, Galícia e Toda a Rússia (Galícia)
Metrópole da Galícia, sé episcopal do Patriarcado de Constantinopla, estabelecida em 1303 em Galícia, no Reino da Rússia (Galícia-Volínia) (1303–1347 e 1371–1401).
- Nifonte (1303–1305) - Primeiro metropolita da Galícia.
- Pedro - (1308–1326) - Residência em Vladimir e depois Moscou
- Gabriel (1326–1329)
- Teodoro II (1337–1347) - Metrópole abolida (1347).
- Antônio (1370–1391) - Metropolita da Galícia, Volínia e Lituânia. Metrópole restaurada (1371).
  - Ivã, Bispo de Lutsk e Belz (1391–1401) - Administrador Temporário.
- Miguel (1391–1401) - Nomeado pelo patriarca de Constantinopla, mas de fato não chefiou a metrópole.
- Cipriano (1376–1406) - Residência em Moscou. Metrópole abolida (1401).

### Metropolitas de Kiev, Lituânia e Toda a Rússia (Navahrudak)
Metrópole da Lituânia, sé episcopal do Patriarcado de Constantinopla, estabelecida em 1299, e tinha sua sede em Navahrudak (Bielorrússia) mais tarde em Vilnius, no Grão-Ducado da Lituânia (1299–1330, 1354–1389 e (não canonicamente) 1415–1420).
- Vago (1299–1316)
- Teófilo (1317–1330) - Metropolita da Lituânia. Metrópole abolida (1330).
- Teodoreto (1352) - Metropolita da Rússia. Não reconhecido pelo Patriarcado de Constantinopla, ordenado na Bulgária pelo patriarca de Tarnovo.[34]

### Metropolitas de Kiev, Lituânia e Toda a Rússia (Vilnius)
- Romano (1354–1362) - Metropolita da Lituânia. Metrópole restaurada em 1354.
- Cipriano (1376–1406) - Metropolita da Lituânia e da Pequena Rússia. Cátedra em Moscou. Metrópole abolida em 1389.
- Gregório (1415–1419) - Não reconhecido pelo Patriarcado de Constantinopla. Metrópole restaurada, não canonicamente (1415), abolida em 1420.

## Metropolitas de Kiev, Galícia e Toda a Rússia(1458–1599)

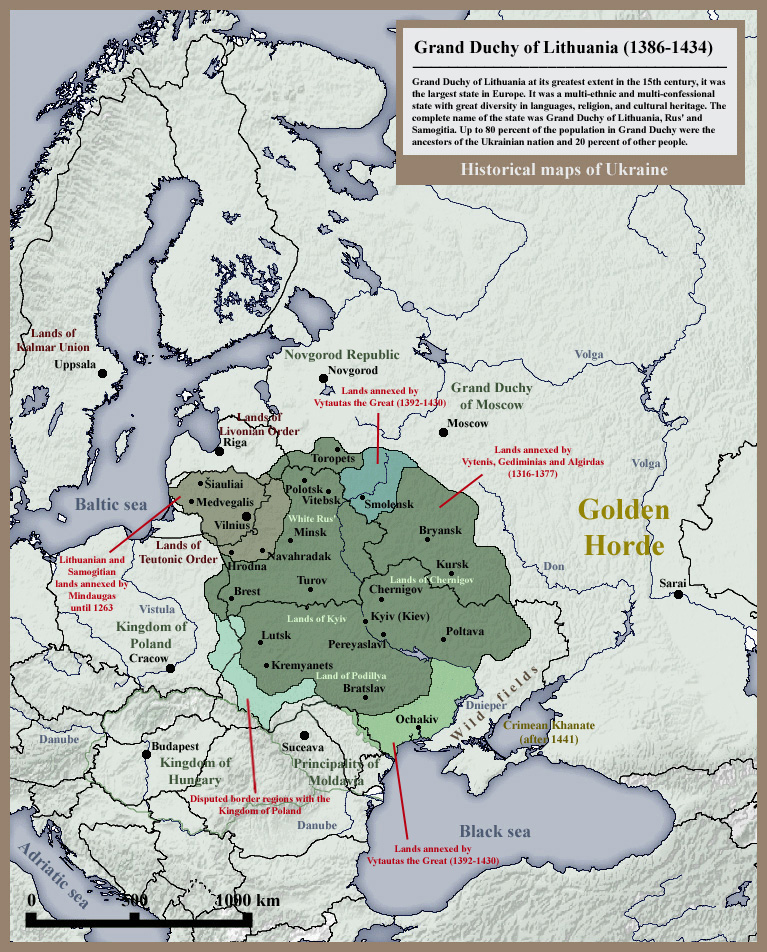
Grão-Ducado da Lituânia em 1434

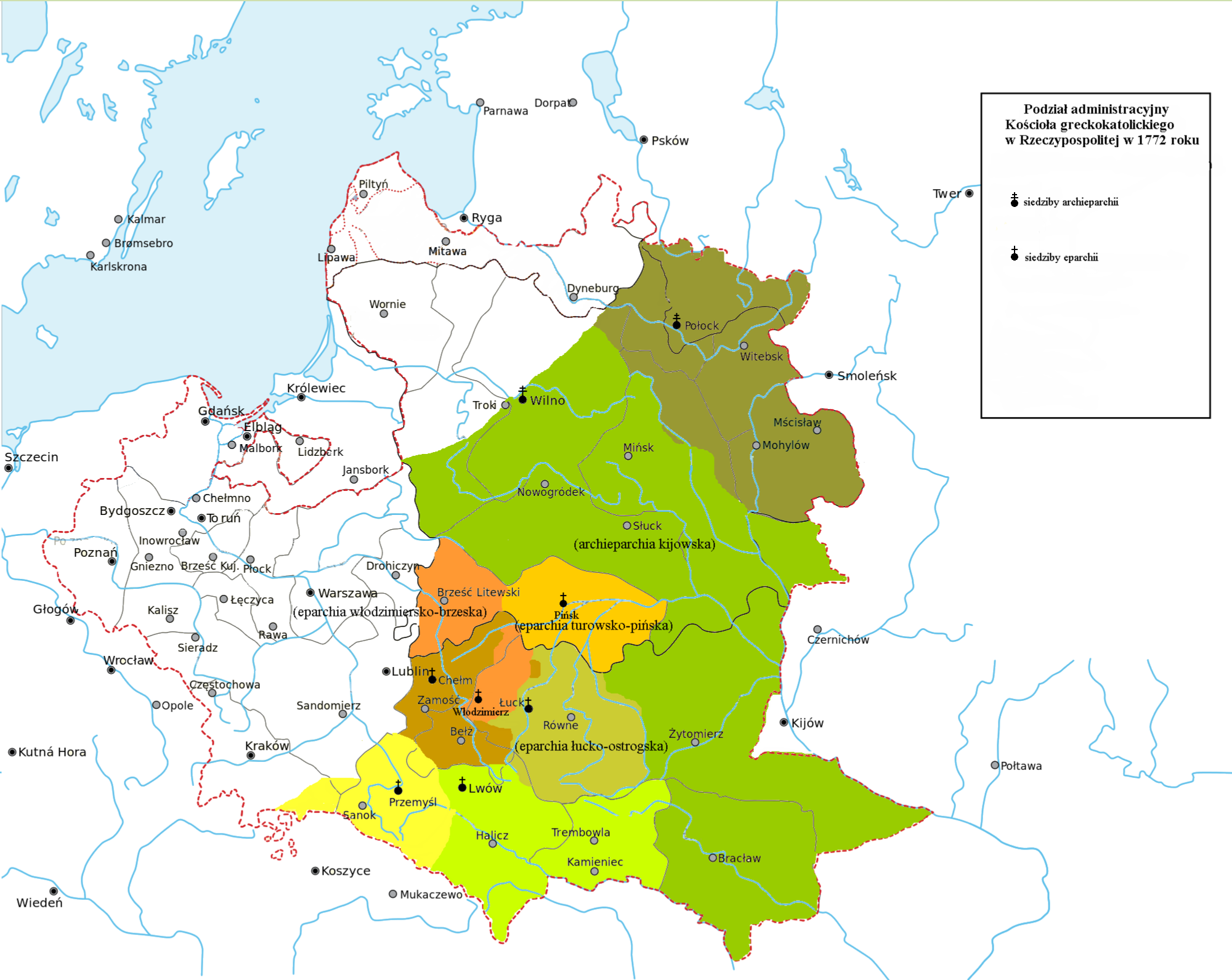
Eparquias uniatas em 1772

Em 1458, o patriarca Isidoro II de Constantinopla reorganizou as dioceses ortodoxas dentro do território do Grão-Ducado da Lituânia, incluindo Kiev, em uma nova sé e seus primazes receberam um novo título: Metropolita de Kiev, Galícia e Toda a Rússia. A sede da sé episcopal estava localizada em Vilnius.
- Vago (1458 - 1475)
  - Gregório, o Búlgaro (1458–1475) - Consagrado pelo Patriarca Gregório III de Constantinopla, que havia aceitado a União de Florença, já deposto e nomeado pelos Papa Pio II - Uniata.
- Vago (1475 - 1479)
  - Misael Pestruche (1475–1480) - Aceito por Casimiro IV, depois que ele concordou em aderir à União de Florença. Foi nomeado pelo Papa Sisto IV mas não reconhecido pelo Patriarcado de Constantinopla - Uniata.

- Esperidião Sava (c.1479–1481) - Consagrado como metropolita ortodoxo de Kiev pelo patriarca Rafael I de Constantinopla, mas rejeitado por Casimiro IV.
- Simeão (1481–1488) - Primeiro metropolita ortodoxo aceito desde 1458.[35]
- Jonas Glezna (1492–1494)
- Macário (1495–1497)
  - José Bolgarinoviche (1498–1500) - Administrador temporário
- José Bolgarinoviche (1500–1503)
- Jonas (1503–1507)
  - José Soltan (1507–1509) - Administrador temporário
- José Soltan (1509–1521)
- José Rusin (1522–1534)
  - Macário, o Moscovita (1534–1535) - Administrador temporário
- Macário, o Moscovita (1535–1556)
- Silvestre Belqueviche (1556–1567)
- Jonas Protaseviche (1568–1576)
- Elias Kucha (1577–1579)
- Onesíforo Devochka (1583–1589)
- Miguel Rogoza (1589–1596) - Aceitou a União de Brest.

Em 1595, a metrópole de Kiev, como sede em Vilnius, assinou a União de Brest com a Igreja Católica Romana, estabelecendo assim uma Igreja uniata.

## Metropolitas de Kiev, Galícia e Toda a Rússia - Exarca Patriarcal(1620–1688)
Em 1620 - cerca de 25 anos após a implementação da União de Brest - o patriarca Cirilo Lucaris, de Constantinopla, restabeleceu a metrópole ortodoxa em Kiev (1620–1685) com uma hierarquia paralela, dentro da Comunidade Polaco-Lituana. A nova metrópole foi organizada com bispos que se recusaram a aderir à União de Brest. O primeiro hierarca finalmente reconhecido pela Coroa da Polônia foi Pedro Moguila.
- Jó (1620–1631) - 1º Exarca de Constantinopla.
- Isaías (1631–1633) - 2º Exarca de Constantinopla.
- Pedro Moguila (1633–1646) - Primeiro metropolita ortodoxo aceito após o restabelecimento da Metrópole. 3º Exarca de Constantinopla.
- Silvestre (1647–1657) - 4º Exarca de Constantinopla.

#### Eleitos em Kiev com residência em Chyhyryn
- Dionísio II (1657–1663) - em 1658 foi forçado a transferir sua sé para Chyhyryn devido à ocupação de Kiev pelas tropas moscovitas. 5º Exarca de Constantinopla.
- José V (1663–1675) - 6º Exarca de Constantinopla.
- Antônio Vinnicki (1663–1679) - antimetropolita. - 7º Exarca de Constantinopla.

#### Nomeados por Moscou com residência em Kiev
- Lázaro Baranoviche (1659–1661) - lugar-tenente
- Metódio Filimonoviche (1661–1668) - lugar-tenente
- Lázaro Baranoviche (1670–1685) - lugar-tenente
- Gedeão Chetvertinski (1685-1688) - Ex-bispo de Lutsk, foi eleito pelo Sobor iniciado pelo Hetman Ivan Samoiloviche e mais tarde foi consagrado por Moscou em vez de Constantinopla. 8º Exarca de Constantinopla.

A Metrópole Ortodoxa de Kiev foi, em 1686, transferida do Patriarcado Ecumênico para o Patriarcado de Moscou. Em 27 de janeiro de 1688, o título do metropolita de Kiev foi alterado para "de Kiev, Galícia e Pequena Rússia", o que refletia a transferência real da metrópole de Kiev do Patriarcado de Constantinopla para o Patriarcado de Moscou.

## Metropolitas de Kiev, Galícia e Pequena Rússia(1688–1770)
- Gedeão (1688-1690)
- Barlaão (1690-1707)
- Josafá (1708–1718) - Em 1718, Pedro, o Grande, aboliu a metrópole.
- Barlaão (1722–1730) - Arcebispo.
- Rafael (1731–1747) - Metropolita desde 1743. Em 1743 o metropolita foi reintegrado.
- Timóteo (1748–1757)
- Arsênio (1757–1770) - Em 1767, Catarina, a Grande, destituiu Arsênio do título de "e Pequena Rússia".

## Metropolitas de Kiev e Galícia(1770–1921)
Em 1770, o metropolita de Kiev foi destituído de bispos sufragâneos e transformado em uma arquieparquia com o título de "metropolita" em homenagem.
- Gabriel (1770–1783)
- Samuel (1783–1796)
- Hieroteu (1796–1799)
- Gabriel II (1799–1803)
- Serapião (1803–1822)
- Eugênio (1822–1837)
- Filareto I (1837–1857)
- Isidoro (1858–1860)
- Arsênio II (1860–1876)
- Filoteu (1876–1882)
- Platão (1882–1891)
- Joanício (1891–1900)
- Teognosto (1900–1903)
- Flaviano (1903–1915)
- Vladimir (1915–1918)
  - Nicodemo Krotkove (1918) - Lugar-tenente. Bispo de Chigirinski.
- Antônio (1918–1927) - Primeiro Hierarca da Igreja Ortodoxa Russa Fora da Rússia.
  - Nazário Blinove - (1919–1921) - Lugar-tenente. Arcebispo de Tobolsk.

## Arcebispos de Kiev e Metropolitas de Kiev e Galícia - Exarcas da Ucrânia (1921-1990)
Em 1921 a autonomia parcial foi restabelecida na forma de exarcado.
- Miguel (1921-1929) - Primeiro Exarca da Ucrânia (1921-1929) e metropolita de Kiev e Galícia (1927-1929).
  - Jorge Delieve (1923–1928) -  Bispo (Interino).
  - Macário Karamzin (1924) - Bispo (Interino).
  - Sérgio Kuminski (1925–1930) -  Bispo (Interino).
- Demétrio Verbitski (1930–1932) - Arcebispo de Kiev.
- Sergio Grishin (1932–1934) - Arcebispo de Kiev.
- Constantino (1934–1937) - Metropolita de Kiev e Galícia. Exarca da Ucrânia (1929–1937).
  - Alexandre Petrovski (1937–1938) - Lugar-tenente.
- Nicolau (1941–1944) - Metropolita de Kiev e Galícia. Exarca da Ucrânia.
  - Alexi (Gromadski) (1941-1943) - Exarca da Ucrânia (de fato). Primeiro Hierarca da Igreja Ortodoxa Autônoma Ucraniana.
- João (1944–1964) - Metropolita de Kiev e Galícia. Exarca da Ucrânia (de jure em 1944).
- Josafá II (1964–1966) - Metropolita de Kiev e Galícia. Exarca da Ucrânia.
- Filareto II (1966–1990) - Metropolita de Kiev e Galícia. Exarca da Ucrânia.

## Metropolitas de Kiev e Toda a Ucrânia (1990-atualidade)

### Igreja Ortodoxa Ucraniana
Em 1990, o Exarcado Ucraniano recebeu o status de "autogoverno" formando a Igreja Ortodoxa Ucraniana.
- Filareto II (1990–1992) - Fundou a cismática Igreja Ortodoxa Ucraniana - Patriarcado de Kiev[37] em 1992, excomungado pelo Patriarcado de Moscou em 1997.
- Vladimir II (1992–2014)
- Onúfrio (2014-Presente)[38]

### Igreja Ortodoxa da Ucrânia
Esta Igreja foi estabelecida por um Concílio de Unificação em 15 de dezembro de 2018. O concílio votou para unir as igrejas ortodoxas ucranianas existentes (a Igreja Ortodoxa Ucraniana - Patriarcado de Kiev, a Igreja Ortodoxa Autocéfala da Ucrânia e parte da Igreja Ortodoxa Ucraniana - Patriarcado de Moscou) por meio de seus representantes, com base na independência canônica completa. O primaz da Igreja é o "Metropolita de Kiev e de Toda a Ucrânia". Todos os membros da Igreja Ortodoxa Ucraniana do Patriarcado de Kiev e da Igreja Ortodoxa Autocéfala da Ucrânia, e dois membros da Igreja Ortodoxa Ucraniana do Patriarcado de Moscou, fundiram-se na Igreja Ortodoxa da Ucrânia e o Concilio de Unificação elegeu Epifânio, ex-metropolita de Pereaslávia e Belotserkovski da Igreja Ortodoxa Ucraniana - Patriarcado de Kiev, como seu primeiro primaz. O Tomos do Patriarcado de Constantinopla que concedeu autocefalia à Igreja Ortodoxa da Ucrânia foi assinado em 5 de janeiro de 2019.
A Igreja Ortodoxa da Ucrânia é reconhecida apenas pelo Patriarcado Ecumênico de Constantinopla, bem como pelo Patriarcado de Alexandria, Igreja da Grécia e Igreja do Chipre.
- Epifânio I (2018-Presente)[47][48]